# Tadeusz Len
Tadeusz Len (ur. 5 czerwca 1898 w Buczaczu, zm. 13 marca 1977 w Dunfermline) – kapitan rezerwy Wojska Polskiego, starosta w II Rzeczypospolitej.

## Życiorys
Urodził się 5 czerwca 1898 w Buczaczu. Uczestniczył w I wojnie światowej. U kresu wojny w listopadzie 1918 uczestniczył w obronie Lwowa podczas wojny polsko-ukraińskiej. Po odzyskaniu przez Polskę niepodległości został przyjęty do Wojska Polskiego. Brał udział w wojnie polsko-bolszewickiej. Został awansowany na stopień porucznika rezerwy piechoty ze starszeństwem z dniem 1 lutego 1921. W latach 20. i 30. był oficerem rezerwowym 4 Pułku Piechoty Legionów z Kielcach.
Ukończył studia prawa na Wydziale Prawa Uniwersytetu Jagiellońskiego. Pełnił stanowisko kierownika starostwa powiatu tarnobrzeskiego, a od lipca 1935 sprawował urząd rzeczywistego starosty tamże, do końca II Rzeczypospolitej w 1939. 24 marca 1938 otrzymał dyplom tytułu honorowego obywatelstwa gminy Baranów Sandomierski.
Brał udział w II wojnie światowej. Po jej zakończeniu przebywał na emigracji w Wielkiej Brytanii. Działał na polu społecznym i kombatanckim w Szkocji. Do końca życia pozostawał w stopniu kapitana rezerwy. Zmarł 13 marca 1977 w Dunfermline. Został pochowany na Cmentarzu South Ealing w Londynie.

## Odznaczenia
- Krzyż Kawalerski Orderu Odrodzenia Polski – pośmiertnie (3 maja 1977)[13]
- Krzyż Walecznych (przed 1924)